# مشايخ وتلاميذ ابن حزم
طلب ابن حزم العلم مُبكراً ساعده على الأخذ عن الكبار، وساعده جده في تحصيل العلم على الأخذ عن العديد من أهل عصره، وهاهم مشاهير شيوخه، وما أخذه ابن حزم عنهم بالأخص، والملاحظ أن ثقافة ابن حزم الفقهية والحديثية والكلامية، بدأت في سنن مبكر أي قبل أن يغادر قرطبة. وفي هذا تكذيب للرواية التي يأتي بها العديد من الكتاب والمؤلفين، والتي مفادها أنه لم يتجه إلى التحصيل إلا في سن السادسة والعشرين. 
هذه قائمة مشايخه في الفقه والحديث والتاريخ في الطب والفلسفة ومشايخ لم يعرف تخصصهم ومشايخه في القرآن وعلومه ومشايخه في الفرق والدياناتو مشايخه في اللغة وآدابها، وأصحاب وتلاميذ ابن حزم.

## مشايخ ابن حزم

### مشايخه في الفقه والحديث والتاريخ
| 1  | أحمد بن محمد بن سعيد بن الجسور القرطبي (320هـ-401هـ/932م-1010م) أول شيخ سمعه ابن حزم قبل الأربعمائة، كان شيخا له في الفقه والحديث والتاريخ روى عنه موطأ الإمام مالك والمدونة له أيضا برواية سحنون، ومسند بن أبى شيبة، وفقه أبى عبيد القاسم بن سلام، ومسند عبد بن حميد، وقرأ عليه تاريخ الرسل والملوك لمحمد ابن جرير الطبرى                            |
| 2  | مسعود بن سليمان بن مفلت الشنترينى القرطبي المعروف بأبى الخيار (ت426هـ /1034م) كان شيخا له في الفقه والحديث وعلومه وعنه أخذ القول بالظاهر والدعوة إلى الاجتهاد ونبذ التقليد |
| 3  | أبوعبد الله بن عبد الرحمن بن جحاف المعافرى قاضى بلنسية (ت417هـ /1026م) كان شيخا له في الفقه |
| 4  | البزار محمد بن عبد الله بن هانئ اللخمى (ت410هـ/1019م) كان شيخا له في الفقه والحديث والتاريخ |
| 5  | أبوسعيد مولى الحاجب جعفر (ت425هـ /1033م) كان شيخا له في اللغة والحديث روى عنه سنن النسائي |
| 6  | القاضي أبو بكر حمام بن أحمد الأطروش القرطبي(357هـ-421هـ /967م-1030م) كان شيخا له في اللغة وآدابها والحديث وعلومه روى عنه صحيح البخاري ومصنف ابن أيمن وابن أبي شيبة ومصنف بقى بن مخلد ومسند عبدالرازق |
| 7  | أحمد بن قاسم بن محمد بن أصبغ القرطبي (ت429هـ/1037م) كان شيخا له في الحديث روى عنه مصنف جده قاسم بن أصبغ |
| 8  | أبومحمد عبد الله بن يوسف بن نامى الرهوانى القرطبي (348هـ-435هـ /959م-1043م) كان شيخا له في الحديث روى عنه صحيح مسلم |
| 9  | أبوالقاسم سلمة بن سعيد الأنصارى الإستجى (ت 406 هـ/1015م) كان شيخا له في الفقه والحديث ويبدو أنه هو الذي أخذ عنه فقه الشافعي |
| 10 | أبوالمطرف عبد الرحمن بن محمد بن عيسى بن فطيس (348هـ-402هـ /050م-1011م) القاضي الوزير |
| 11 | عبد الله بن يحيى بن أحمد بن دحون (ت431هـ/1040م) كان شيخا له في الفقه وعنه روى موطا مالك |
| 12 | أبو على الحسين بن سلمون (ت431هـ/1039م) كان شيخا له في الفقه عن طريق والده أحمد بن سعيد بن حزم، وقد ذكره مستحسنا قولا قاله له وهو (من كثرت ذنوبه فعليه بكسب الضياع)، وقد عقب ابن حزم على ذلك بقوله (ولعمرى لقد قال الحق). |
| 13 | أبوعبد الله محمد بن سعيد بن جرج القرطبي، أبوالحسين على الفاسى، محمد بن عبد الأعلى بن هشام القرطبي قاضى مالقة، أبو عمر أحمد بن جبرون، أبوعبد الله محمد بن إسحاق بن إدريس بن خالد سمعهما في مجلس والده، وهؤلاء لم نعرف لهم تاريخا لمولدهم ولا لوفاتهم                                                                                                   |
| 14 | عبد الرحمن بن محمد بن أبى زيد خالد الأزدي العتكى (ت410هـ/1019م) كان شيخا له في التاريخ والحديث وعلم الكلام والجدل، وتأثر به ابن حزم في ذلك وروى عنه صحيح البخارى |
| 15 | محمد بن الحسن الرازى الصوفى (توفى بعد عام450هـ/1058م) كان شيخا له في الحديث وعلومه روى عنه الحديث مكاتبة بأسانيده |
| 16 | عبد الله بن محمد بن يوسف الأزدى المعروف بابن الفرضى (ت403هـ /1012م) كان شيخا له في الفقه والتاريخ والحديث وعلومه روى عنه صحيح مسلم |
| 17 | أبوبكر يحيى بن عبد الرحمن بن مسعود بن موسى بن وجه الجنة القرطبي(304هـ-402هـ/916م-1011م) كان شيخا له في الحديث روى عنه مسند أحمد بن حنبل وقطعة وكيع بن الجراح |
| 18 | أبوالقاسم عبد الرحمن بن عبد الله بن خالد بن مسافر بن الحزاز الهمدانى الوهرانى البجانى (ت411هـ/1020م) كان شيخا له في الحديث روى عنه صحيح البخارى عام401هـ/1010م |
| 19 | أبومحمد عبد الله بن ربيع التيمى القرطبي المعروف بابن بنوش (330هـ-414هـ/941م-1023م) كان شيخا له في الحديث واللغة روى عنه صحيح مسلم والبخارى وقطعة أفلح بن حميد ورقعة يزيد بن حميد وقطعة وكيع بن الجراح وابن راهوية والحجاج بن المنهال وسنن أبي داود ومصنف حماد بن محمد بن عبد الله بن هانئ اللخمى (ت410هـ/1019م) كان شيخا له في الفقه والحديث والتاريخ |
| 20 | محمد بن سعيد بن نبات (ت429هـ/1037م) كان شيخا له في الفقه والحديث روى عنه مصنفات أحمد بن حنبل والمجتبى لقاسم بن أصبغ ومصنف قاسم بن أصبف ومسند عبد الرازق ومسند حماد بن سلمة وفقه الزهري |
| 21 | عبد الله بن إبراهيم بن محمد المعروف بالأصيلى (توفى قريبا من400هـ/1009م) كان شيخا له في الفقه والحديث |
| 22 | أبو الوليد يونس بن عبد الله بن الصفار القرطبي قاضى القضاة (338هـ-429هـ/949م-1028م) كان شيخا له في الحديث والفقه روى عنه سنن النسائي ومسند بن أبى شيبة ومعانى الآثار للطحاوى وغريب الحديث لالقاسم بن ثابت السرقسطى وفقه أبي عبيد القاسم بن سلام |
| 23 | محمد بن إسماعيل بن قورنش العذرى قاضى سرقسطة (ت453هـ /1061م) كان شيخا له في الحديث روى عنه مستدرك الحاكم |
| 24 | أبو عمر يوسف بن عبد البر النمرى (ت463هـ/1070م) الصاحب الشيخ روى عنه مصنف أبي جعفر الصيقل ومسند البزار ومسند ابن أبى شيبة |
| 25 | أبوالوليد هشام بن سعيد الخير بن فتحون القيسى الوشقى (ت430هـ /1038م) كان شيخا له في الحديث روى عنه سنن أبى داود الطيالسى |
| 26 | وكان أحمد بن سعيد بن حزم والده أستاذا له في الأدب والفقه والتاريخ بخاصة إذ كانت له اليد الطولى والتأثير القوى في تشكيل ثقافة ابنه التاريخية حيث كان يحدثه بالأحداث التاريخية المهمة بحكم شخصه ومكانته في الدولة، كما لعب دورا هاما في غرس معالم الزهد والصبرفى قلبه من خلال موعظته إياه                                                               |
| 27 | أحمد بن عمر العذري كان شيخا له في التاريخ والحديث وعلومه روى عنه مصنف عبد الرازق والكامل لابن عدى ومسند عبد بن حميد والتاريخ الأوسط للبخارى وموطأ ابن وهب وسنن الدارقطنى ومستدرك الحاكم، لم يعرف تاريخ لمولده ولا لوفاته |
| 28 | أبوسليمان داود بن يحيى المصري كان شيخا له في الحديث روى عنه معانى الآثار للطحاوى مكاتبة |
| 29 | أبو محمد بن مسرور كان شيخا له في الحديث |
| 30 | عبد الله بن محمد بن على الباجى القيروانى كان شيخا له في الحديث روى عنه مصنف عبد الرزاق |
| 31 | البراء بن عبد الملك الباجى الأندلسي |
| 32 | أبو المرجى الحسين بن عبد الله بن ذروان المصري كان شيخا له في الحديث روى عنه مسند أحمد بن حنبل مكاتبة |
| 33 | أبوسليمان داود بن بابشاد داود بن سليمان كان شيخا له في الحديث روى عنه قطعة الطحاوى مكاتبة |
| 34 | جعفر مولى أحمد بن حديرالمعروف بالبليشى |
| 35 | أبو العافية مولى محمد بن عباس بن أبى عبدة |
| 36 | إبراهيم بن قاسم الأطرابلسى |
| 37 | عبد الله بن محمد بن عبد الملك بن جهور |
| 38 | أبوبكر بن أبى الفياض كان شيخا له في التاريخ |

### مشايخه في الطب والفلسفة
| أبوالفتوح ثابت بن محمد الجرجانى العدوى (350هـ-431هـ/961م-1039م) كان شيخا له في الفلسفة والمنطق وعلوم الأوائل من النجوم والحكمة وغيرها              |
| أبوعبد الله محمد بن الحسن الكنانى القرطبي (توفى قريبا من426هـ/1034م) كان أستاذا له في الطب والفلسفة والمنطق وعن طريقه برع ابن حزم في الطب والفلسفة |

### مشايخ لم يعرف تخصصهم
| أبو البركات محمد بن عبد الواحد ولد (سنة357هـ/967م) لم يعرف تاريخ وفاته        | أبو عمر أحمد بن إسماعيل بن دليم الحضرمى الميورقى (ت440هـ /1048م) |
| أحمد بن محمد بن عبد الوارث كان مؤدبا لابن حزم في صغره                         | محمد بن عبد الواحد الزبيرى ولد سنة (357هـ/967م) مجهول الوفاة     |
| أبو مروان عبد الملك بن أحمد بن محمد بن الأصبغ بن الحكم الربضى (ت 436هـ/1044م) | خلف بن عثمان                                                     |
| أبو الزناد سرج بن سراج                                                        | أبو عثمان سعيد بن محمد الضراب                                    |
| أبو مروان عبد الملك بن أحمد المروانى                                          | أحمد بن الليث الأنسرى                                            |
| يحيى بن خلف بن نصر الرعينى                                                    | جعفر بن يوسف الكاتب                                              |
| الفرات بن هبة الله                                                            |                                                                  |

### مشايخه في القرآن وعلومه
| محمد بن عبيد (مجهول المولد والوفاة) | أبو العاص الحكم بن المنذر بن سعيد البلوطى (ت 420 هـ/1029م) كان شيخا له في الأدب والديانات |

| عبد العزيز بن محمد بن عبد العزيز | عبد الرحمن بن سلمة الكنانى                                         |
| أبو عبدة حسان بن مالك            | أبو الحسن على بن محمد بن صاحب كتاب (التشبيات من أشعار أهل الأندلس) |

| أبو عمر يوسف ابن عبد البر النمرى الصديق الشيخ (368هـ-463هـ/ 978م-1070م)، زكى ابن حزم بعض مصنفاته مثل الاستذكار والاستيعاب، وكان أحد فقهاء المالكية المجتهدين في عصره |
| أحمد بن عبد الملك بن شهيد (382هـ-426هـ/992م-1034م) صاحب رسالة التوابع والزوابع                                                                                       |
| أحمد بن محمد الخولانى الشاعر كان حيا في حدود سنة (430هـ/1038م) |
| إبراهيم بن يحيى بن محمد بن الحسين التيمى الطنبى الوزير (ت407هـ/ 1016م)                                                                                               |
| أبوأحمد عبد الرحمن بن خلف المعافرى الطليطلى المعروف بابن الحوات (توفى قريبا من450هـ/1058م) كان فقيها محدثا شاعرا أديبا مناظرا بالحجة، وكان من اشد المعجبين بابن حزم  |
| أبوشاكر عبد الواحد بن محمد بن موهب القبرى (ت456هـ/1064م) كان متوليا الأحكام، وكان فقيها محدثا أديبا شاعرا خطيبا                                                      |
| مصعب بن عبد الله بن محمد بن يوسف بن نصر الأزدي توفى بعد (سنة440هـ/1048م)                                                                                             |
| أبوبكر هشام بن محمد أخو عبد الرحمن المرتضى وهو الذي تولى الخلافة (سنة418هـ/1027م) وتلقب بالمعتمد وخلع منها سنة422هـ/1030م                                            |
| عبد الرحمن بن هشام بن عبد الجبار بن عبد الرحمن الناصر (ت414هـ/1023م) وهو الذي تولى الخلافة وتلقب بالمستظهر واتخذ ابن حزم وزيرا له                                    |
| أبوالمطرف عبد الرحمن بن أحمد بن بشير (ت422هـ/1030م) قاضى الجامعة بقرطبة، تداولت الرسائل بينه وبين ابن حزم وهو الذي خاطبه الأخير بقصيدته البائية                      |
| أبوعبد الله محمد بن على بن عبد الرؤوف (ت424هـ/1032م) صاحب أحكام المظالم كان من أشد الأصحاب مدافعة عن ابن حزم وفكره ضد المعارضين                                      |
| أحمد بن رشيق (ت440هـ/1048م) صاحب ميورقة، وهو الذي آوى ابن حزم بجزيرته بعد أن طرده فقهاء المالكية من قرطبة وجعله أحد الوزراء المقربين له                              |
| أبوجعفر أحمد بن عباس (ت427هـ/1035م) الوزير، كان قد بلغ الغاية القصوى في الدفاع عن صاحبه ابن حزم                                                                      |

| عبيدالله بن عبد الرحمن بن المغيرة بن الناصر أمير المؤمنين                                                                    | أحمد بن عمر بن أنس الصديق الشيخ                  |
| أبوعبد الله محمد بن عبد الرحمن بن عقبة                                                                                       | أبوبكر إبراهيم بن يحيى بم محمد                   |
| أبوعبد الله محمد بن الحسن | أبوبكر محمد بن بقى الحجري                        |
| الحسن بن بقى كان من مناظرى النصارى                                                                                           | عبد الملك بن زيادة الله بن على بن الحسين         |
| أحمد بن محمد بن حمد بن بر كان شاعرا أديبا                                                                                    | أبوالمظفر عبد الرحمن بن أحمد بن محمود            |
| محمد بن وليد بن مكيسر الكاتب                                                                                                 | أبوالسرى عمار بن زياد                            |
| أبوإسحاق إبراهيم بن عيسى الثقفي الشاعر                                                                                       | أبوبكر عبد الرحمن بن سليمان البلوى السبتى الشاعر |
| أبوبكر محمد بن قاسم بن محمد القرشي المعروف بالشمبانسى كان شاعرا أديبا من نسل عبد الرحمن الداخل                               | أبوعامر محمد بن عامر.                            |
| أبوبكر محمد بن إسحاق وهو الذي اعتقل مع ابن حزم على يد خيران صاحب المرية، وهو الذي خاطبه ابن حزم في صدر رسالته في فضل الأندلس |                                                  |

| محمد بن أبى نصر فتوح بن عبد الله بن حميد الأزدي المعروف بالحميدى (ت491هـ/1097م)، صاحب كتاب جذوة المقتبس، ظل ظاهري المذهب وعمل على نشره بكل جهده في الأندلس، وفي المشرق بعد أن رحل إليه                               |
| أبوبكر محمد بن الوليد الفهرى الطرطوشى (ت520هـ/1126م) صاحب كتاب سراج الملوك |
| محمد بن شريح الرعينى(392هـ-476هـ/1001م-1093) |
| شريح بن محمد بن شريح (ت537هـ/1142م) له إجازة من ابن حزم |
| الحسين بن محمد الكاتب |
| الحسين بن عبد الرحيم له إجازة من ابن حزم |
| أبوبكر عبد الباقي بن محمد بن بريال الحجارى (416هـ-502هـ/1025-1108م) ظل ظاهري المذهب وعمل على إذاعة كتب شيخه والاهتمام بها                                                                                            |
| عمر بن حيان بن خلف بن حيان (ت474هـ/1081م) ولد المؤرخ الشهير ابن حيان، على بن سعيد العبدرى الميورقى توفى بعد (سنة491هـ/1097م) ترك المذهب الظاهري بعد وفاة ابن حزم وتفقه على أبى بكر الشاشى، وله تعليق في مذهب الشافعي |
| عبد الملك بن زيادة الله بن على بن حسين الحمانى القرطبي(396هـ-456هـ/1005م-1063م) التلميذ الصديق |
| محمد بن محمد بن عبد الله بن محمد بن مسلمة القرطبي(434هـ-511هـ/1042م-1117م) |
| عبد الله بن محمد بن أحمد بن العربي المعافرى الإشبيلى (435هـ-493هـ/1043م-1099م) صحب ابن حزم سبعة أعوام سمع خلالها مصنفاته كلها سوى المجلد الأخير من كتاب (الفصل)، وله منه إجازة أكثر من مرة                           |
| صاعد بن أحمد بن عبد الرحمن بن محمد بن صاعد الثعلبى(420هـ-462هـ/1029م-1069م) قاضى طليطلة وهو صاحب كتاب طبقات الأمم |
| أبو بكر محمد بن أحمد القرطبي (ت450هـ/1058م) |
| أبو رافع الفضل بن علي بن حزم (ت479هـ/1086م) |
| أبوأسامة يعقوب بن علي بن حزم (ت503هـ/1109م) |
| سعيد بن على بن حزم |
| أبو سليمان المصعب على بن حزم |